# Hofmarställe am Hohen Ufer

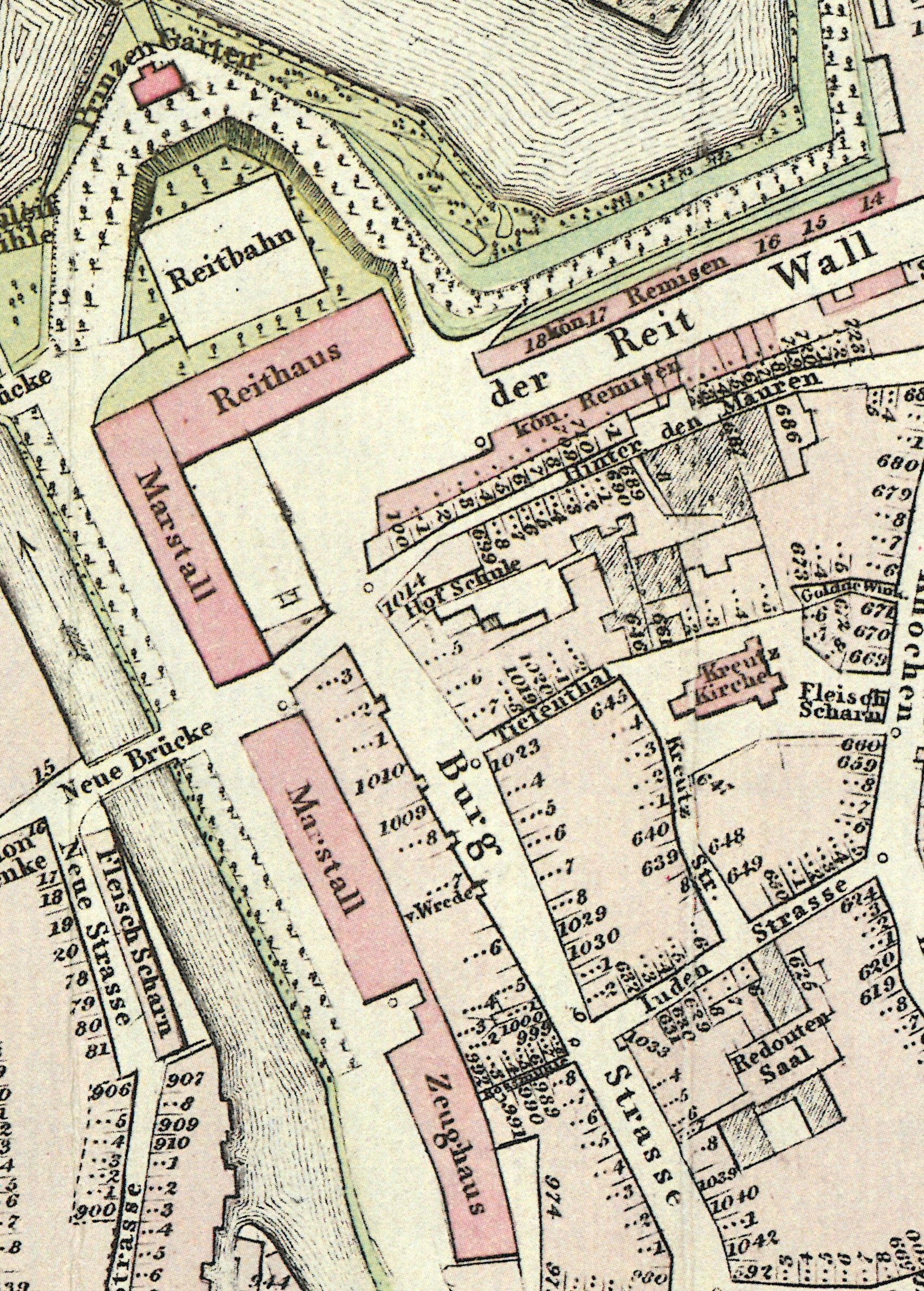
Der Marstallbezirk mit Reit-, Remisen- und Marstallanlagen auf einem hannoverschen Stadtplan von 1822

Die Hofmarställe am Hohen Ufer befanden sich nahe der Leine im Bereich des Hohen Ufers in Hannover. Es waren Marställe, Remisen- und Reitanlagen, die zur Hofhaltung des nahe gelegenen Leineschlosses gehörten. Von den im 17. bis 19. Jahrhundert entstandenen Anlagen haben sich einzelne Gebäude erhalten.

## Lage

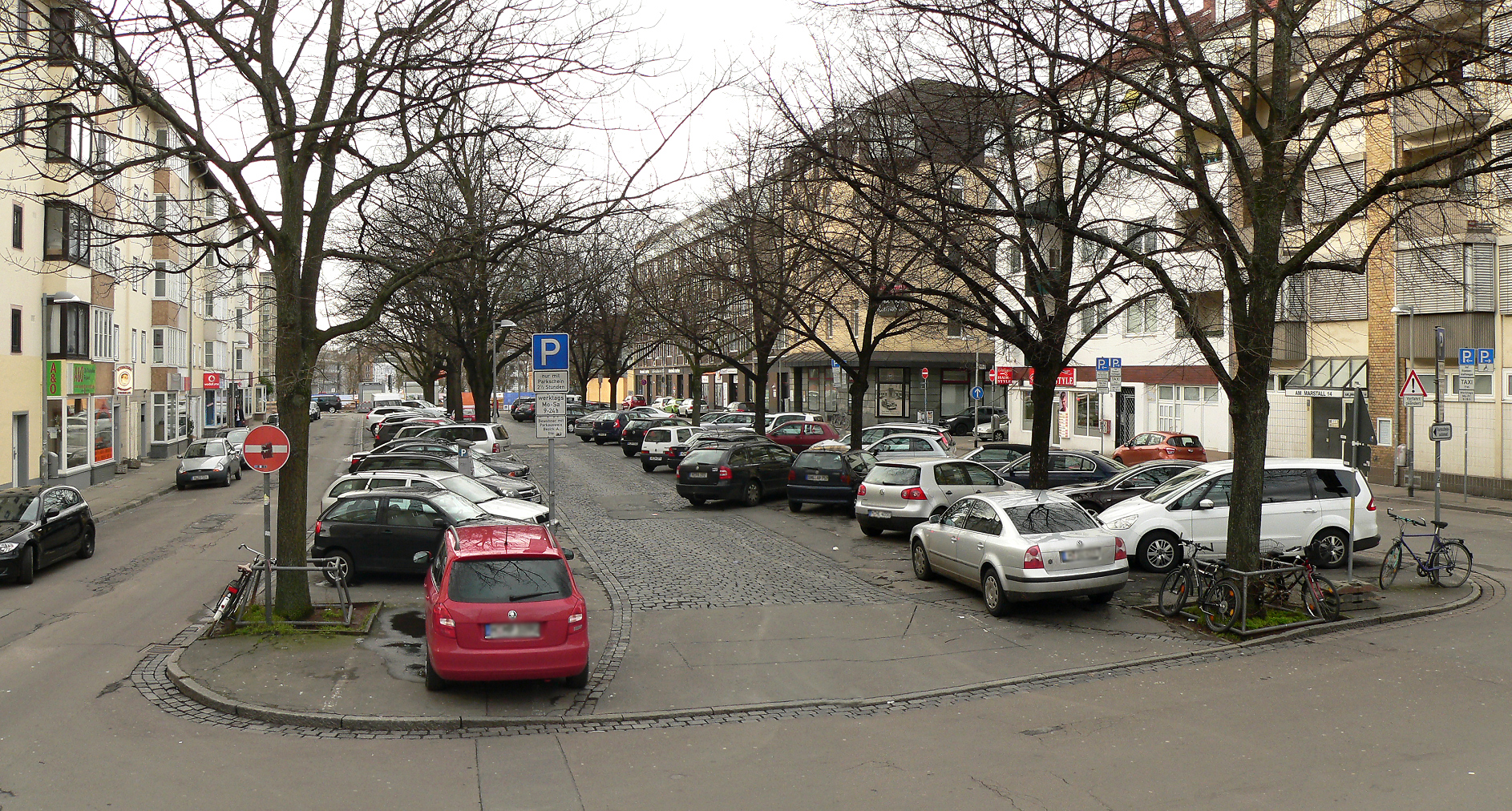
Blick auf den Marstallplatz vor den Umbauarbeiten, noch genutzt als Parkplatz

Die Hofmarställe bildeten mit ihren Marstall-, Remisen- und Reitanlagen den sogenannten Marstallbezirk, der auf der rechten Flussseite der Leine am Hohen Ufer lag. Das Areal lag in der einstigen nordwestlichen Ecke der Stadtbefestigung Hannover. Dort befand es sich nördlich des 1643 erbauten Zeughauses, heute Historisches Museum, und des 1637 erbauten Leineschlosses. Westlicher Abschluss des Marstallbezirks waren die Leine und die einstige Stadtmauer mit dem davor liegenden Dreckwall. In Höhe der früheren Marställe führt die Martin-Neuffer-Brücke, ursprünglich Neue Brücke und später Marstallbrücke, über die Leine zum gegenüberliegenden Leibnizufer. Der Marstallbezirk dehnte sich vom Fluss etwas nach Osten aus, wo sich heute der bis 2017 als Parkplatz genutzte Marstallplatz befindet, der im Zuge des Projektes Hannover City 2020 + bis 2019 zu einem Park zwischen zwei Neubauten umgestaltet wurde. Daran grenzt heute das Rotlichtviertel mit der Reitwallstraße an.

## Beschreibung
Die Hofmarställe am Hohen Ufer dienten anfangs der Hofhaltung und waren Folgebauten des unweit südlich gelegenen Leineschlosses. Die Entwicklung der Anlagen ist nicht vollständig geklärt, da die Akten der Marstallsverwaltung nur bis ins Jahr 1693 zurückreichen. Zuerst entstand um 1645 unter Nutzung der Nordseite der Stadtmauer ein landesherrschaftliches Reit- oder Ballhaus. Zu einer Erweiterung des Marstallbezirks kam es 1783 durch die Anlage eines Reitplatzes im Bereich einer früheren Bastion der Stadtbefestigung, die Ende des 18. Jahrhunderts geschleift wurde. Bauliche Erweiterungen an den Marstallanlagen gab es bis 1861. Einige Gebäude wurden im 19. Jahrhundert umgebaut und gewerblich genutzt.

### Alter Marstall

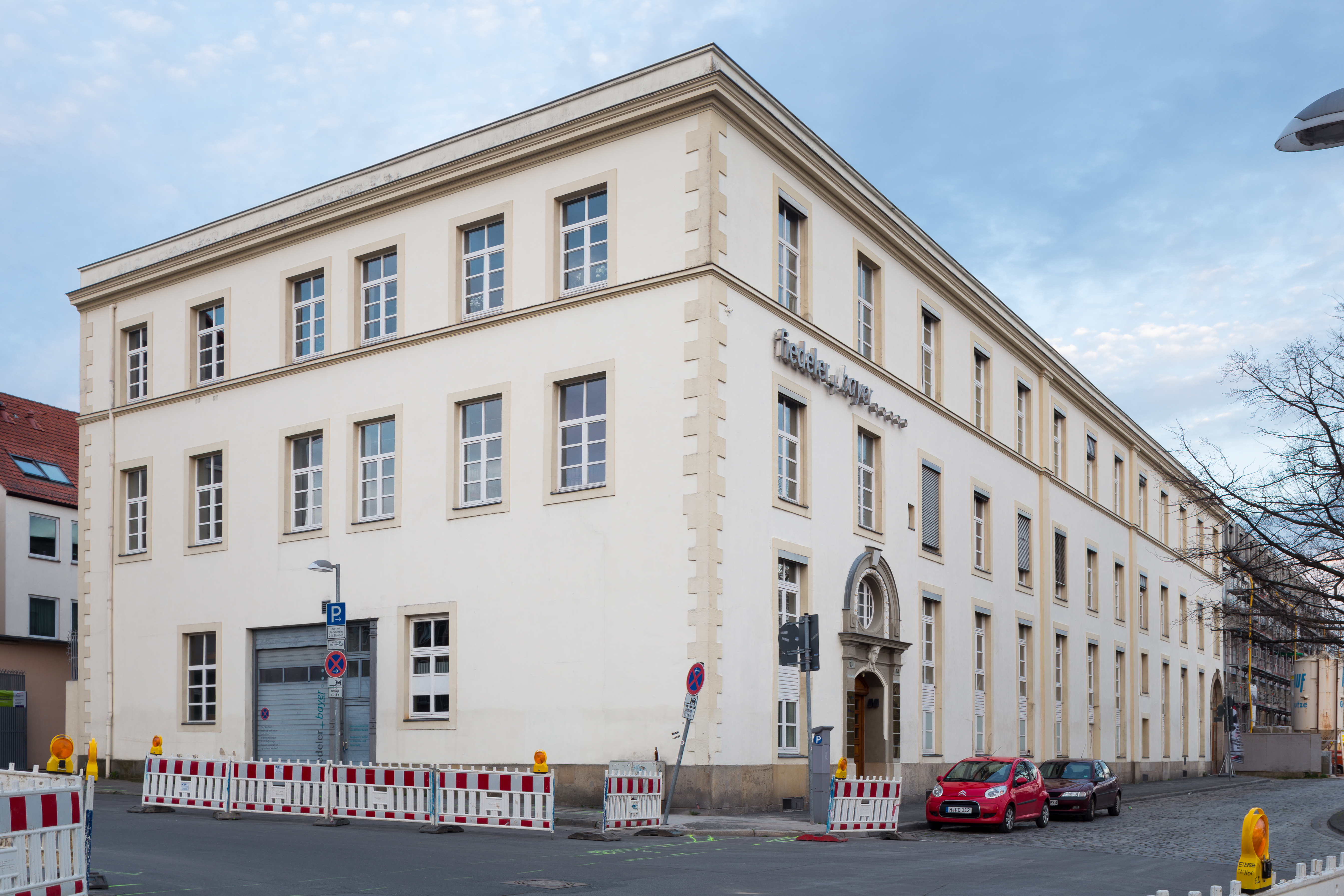
Das Gebäude des Alten Marstalls von 1682

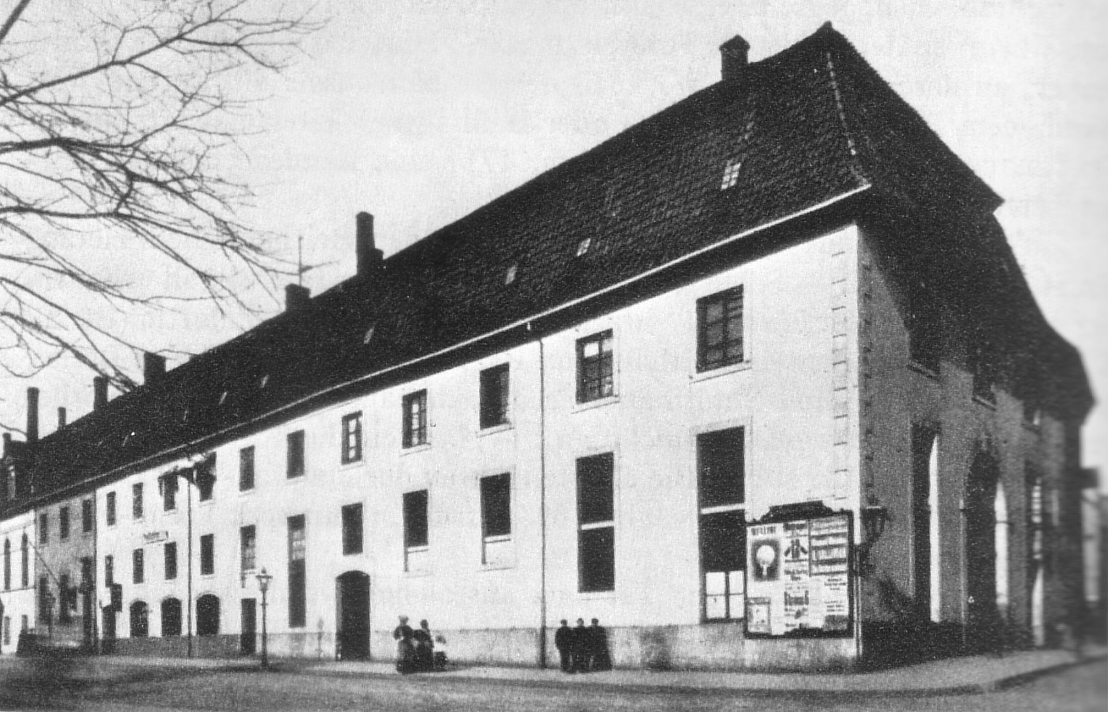
Das Gebäude des Neuen Marstalls von 1712, Aufnahme von 1905

Am Hohen Ufer wurde 1666 auf einem freien Gelände entlang der Stadtmauer eine Reitbahn eingerichtet. In diesem Bereich ließ Herzog Ernst August 1682, anderen Quellen zufolge 1687, den Herrenstall als Stallgebäude errichten. Er wurde später als Alter Marstall bezeichnet. An dieser Stelle soll vorher ein 100 × 50 Fuß großes Reithaus gestanden haben, das unter Nutzung der Stadtmauer erbaut wurde. Der Alte Marstall wurde ab 1866 gewerblich genutzt und diente in den 1880er Jahren als Pferdebahndepot. 1890 erfolgte eine Trennung des Gebäudes in eine Nord- und eine Südhälfte. 1906 wurde die Nordhälfte nach einem Brand um ein drittes Geschoss erhöht. Der Südteil wurde bei den Luftangriffen auf Hannover im Zweiten Weltkrieg zerstört. Erhalten ist die Nordhälfte des Alten Marstalls, die heute als Geschäftshaus genutzt wird.

### Neuer Marstall mit Reithaus
Nördlich des Alten Marstalls erbaute Louis Remy de la Fosse 1712 den Neuen Marstall, dem sich nach Osten das 1714 erbaute Reithaus anschloss. In dem Rechteck, das die Gebäude bildeten, lag ein Reitplatz, der nach Plänen von Leibniz angelegt wurde. Das Gebäude des Neuen Marstalls wurde ab 1866 gewerblich genutzt. Das Reithaus war eine langgestreckte Halle mit einer Galerie für Zuschauer. Der Architekt Ferdinand Wallbrecht teilte das Gebäude 1878 und baute es zu einem Stadttheater und zu einem Konzerthaus um. Neuer Marstall und Reithaus wurden durch die Luftangriffe auf Hannover im Zweiten Weltkrieg zerstört. Nach dem Krieg wurden die Ruinen abgetragen. Das erhalten gebliebene Marstalltor als repräsentatives Mittelportal des Reithauses wurde 1967 um etwa hundert Meter nach Süden versetzt. Dort steht es neben dem Historischen Museum am Standort des Brühltores, eines früheren Stadttores der mittelalterlichen Stadtmauer.

### Remisen

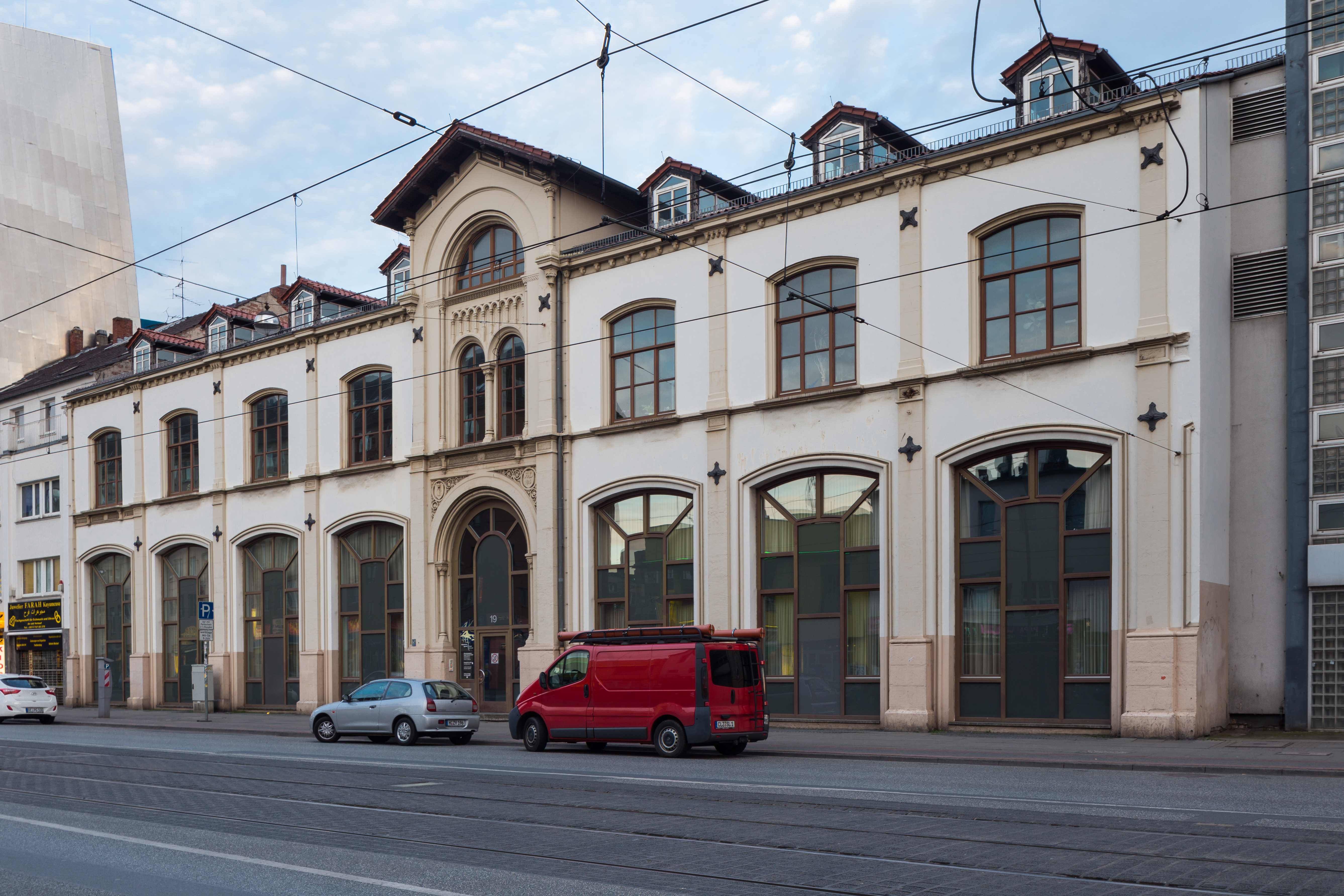
Frühere Wagenremise von 1861 an der Goethestraße

Östlich des Neuen Marstalls standen zwei langgestreckte Gebäudekomplexe, die auf hannoverschen Stadtplänen des 18. und 19. Jahrhunderts als königliche Remisen bezeichnet werden. Die heute nicht mehr vorhandenen Gebäude verliefen parallel zueinander entlang dem Reitwall und befanden sich im Bereich des heutigen Marstallplatzes. Der etwa 300 Meter lange und ca. 40 Meter breite Platz entstand nach dem Zweiten Weltkrieg durch Einebnung, da es dort zu Kriegszerstörungen durch die Luftangriffe auf Hannover gekommen war.
Zwischen 1857 und 1861 errichtete der Architekt Christian Heinrich Tramm an der heutigen Goethestraße eine langgestreckte zweigeschossige Wagenremise für den hannoverschen König Georg V. Der 15-achsige Remisenbau entstand im Bereich einer früheren Bastion der Stadtbefestigung. Er fasste 100 Wagen im Erdgeschoss und 60 Wagen im Obergeschoss, die durch einen Kutschenaufzug befördert wurden. Von 1867 bis zur Verlegung in eine neue Kaserne 1877 nach Vahrenwald gehörten die Remisen zum Militärreitinstitut Hannover. 1878 baute der Architekt Ferdinand Wallbrecht die Remisen in ein Geschäftshaus um. Nach Zerstörungen im Zweiten Weltkrieg und Abrissen sind acht Gebäudeachsen erhalten geblieben. Seit 1988 wird der Gebäudekomplex von der Üstra genutzt.

## Stadtarchäologische Untersuchungen 2016

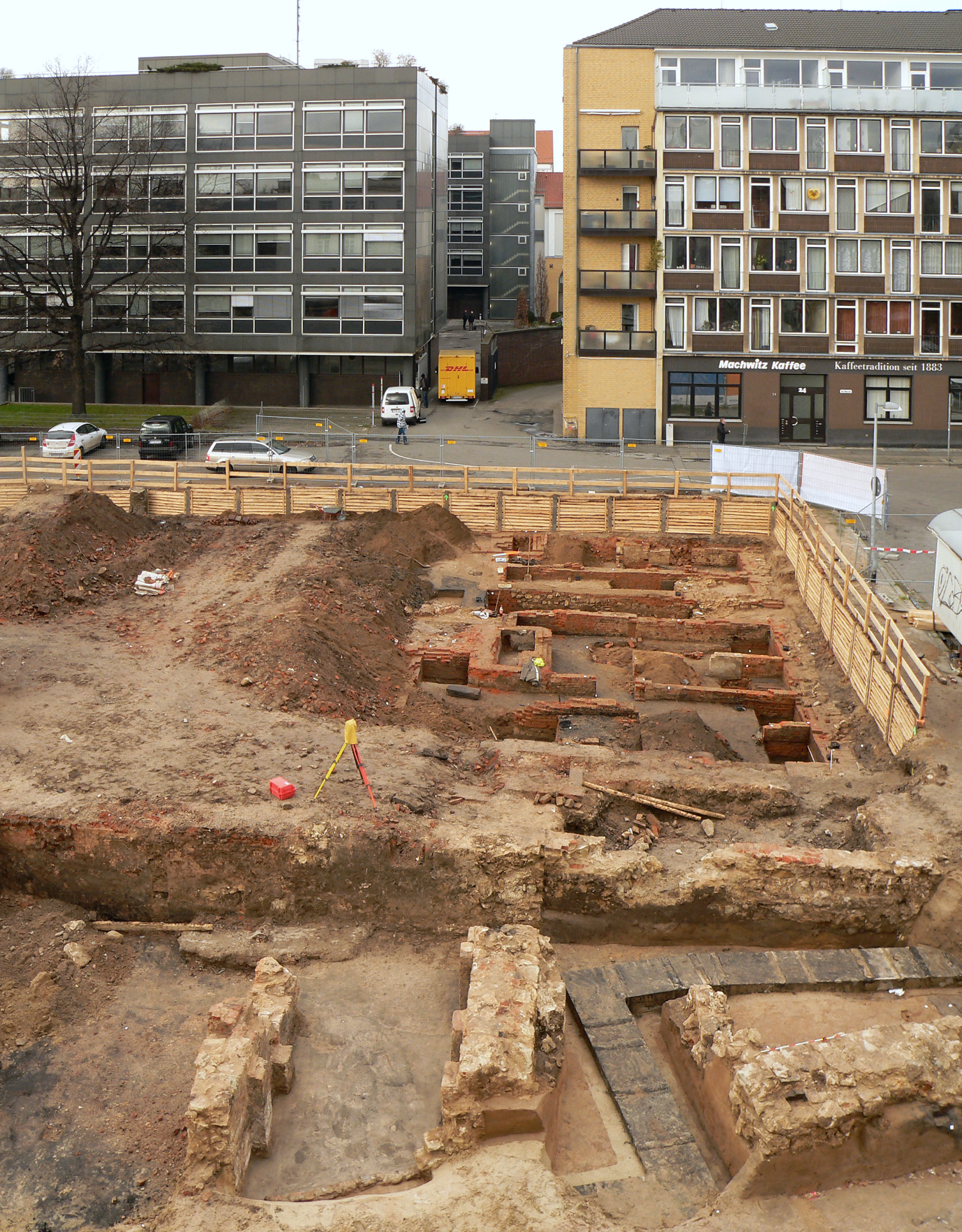
Ausgrabungen im westlichen Bereich des Marstallplatzes, 2016

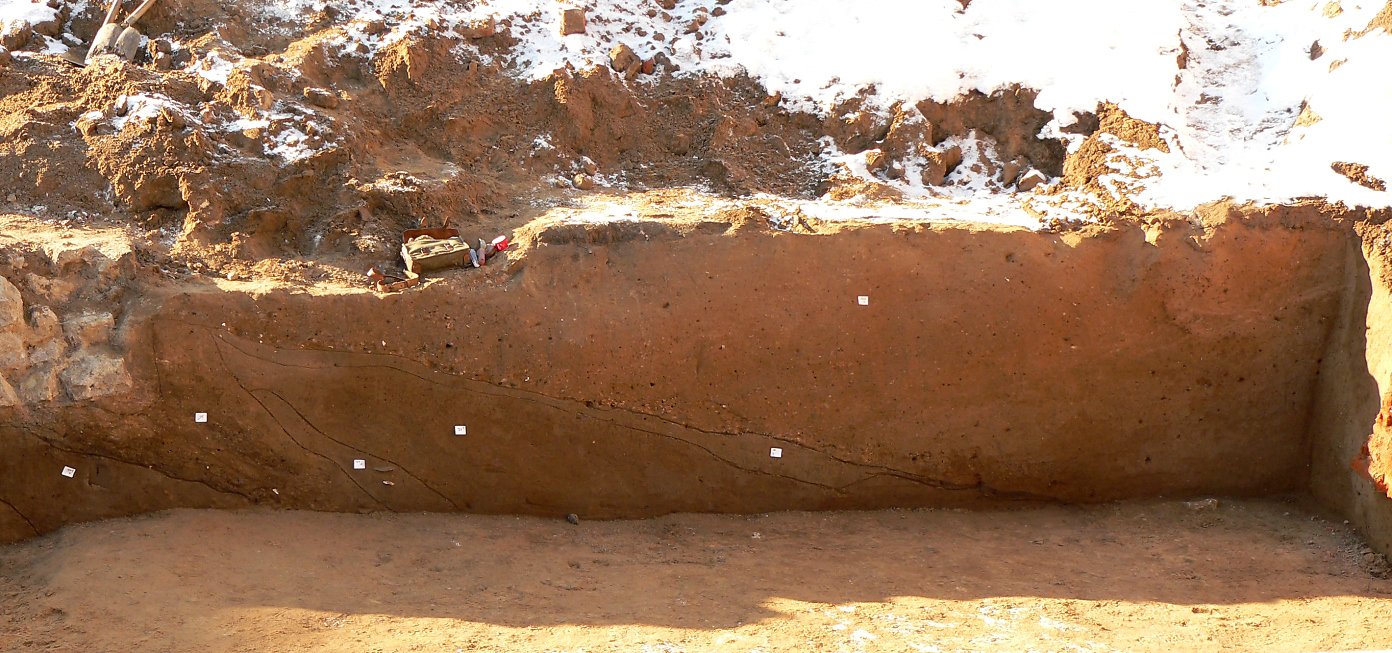
Stratifikation in einem Grabungsbereich

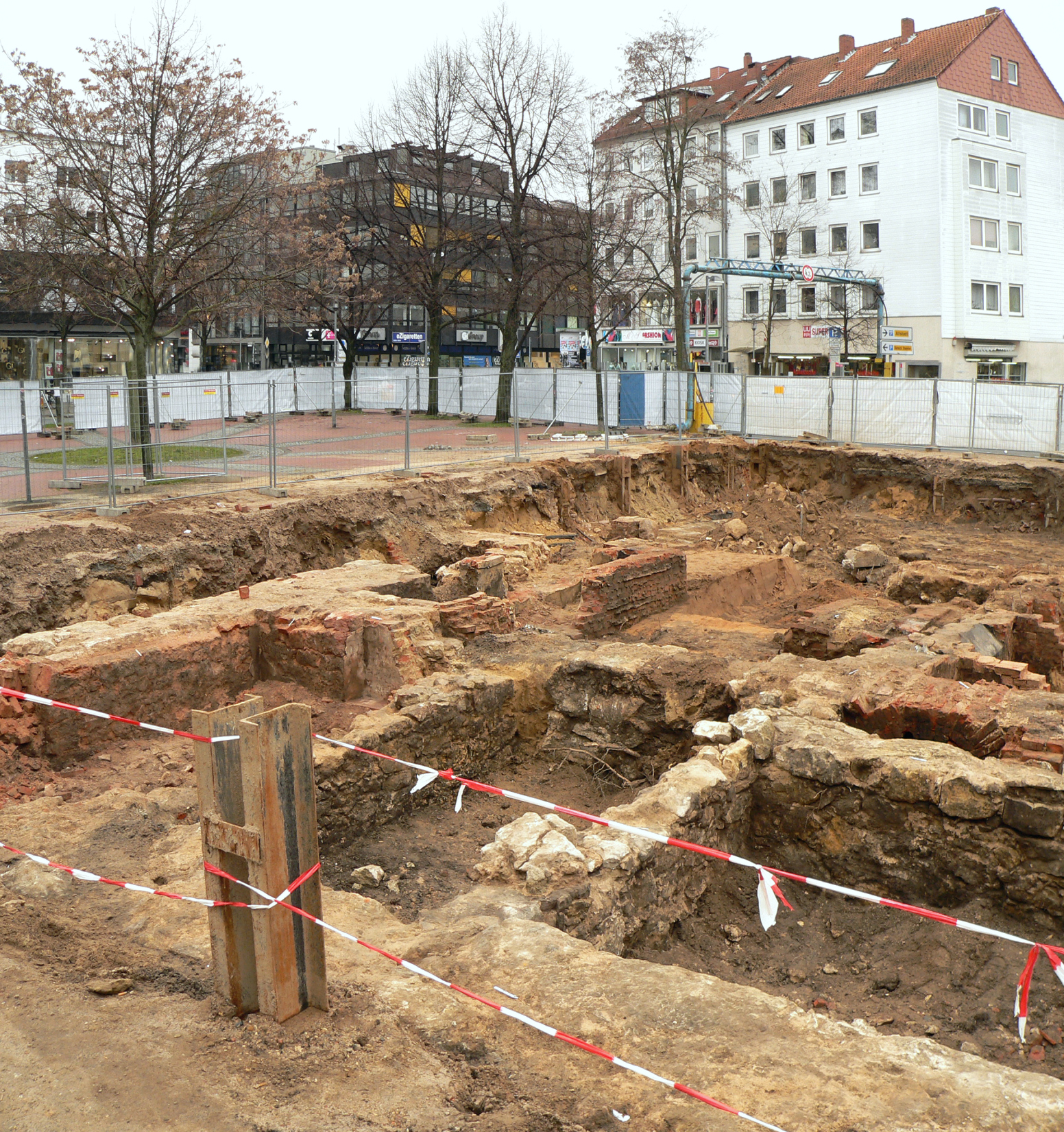
Ausgrabungen im östlichen Bereich des Marstallplatzes mit Bauresten des Armen- und Waisenhaus an der Schmiedestraße, 2016

Auf dem langgestreckten, rund 6000 m² großen Marstallplatz entstand im Zuge des Umgestaltungsprojektes Hannover City 2020 + ab dem Jahr 2016 eine Bebauung durch zwei mehrstöckige Wohn- und Geschäftsgebäude. Sie entstanden im westlichen und östlichen Bereich auf dem in den letzten Jahrzehnten als Parkplatz genutzten Geländes. An beiden Stellen fanden noch vor Beginn der Baumaßnahmen stadtarchäologische Untersuchungen statt, die sich Anfang 2016 über etwa drei Monate erstreckten. Die Kosten trugen gemäß dem im Niedersächsischen Denkmalschutzgesetz festgeschriebenen Verursacherprinzip die jeweiligen Bauherren.
Im westlichen Bereich des Marstallplatzes nahe der Leine wurden bereits im Frühjahr 2015 bei vorbereitenden Bauarbeiten menschliche Knochen im Boden gefunden. Denkmalpfleger vermuteten an dieser Stelle einen mittelalterlichen Friedhof oder die Verscharrung eines Toten aus einem dort bis 1745 vorhandenen Zucht- und Armenhaus.
Umfangreiche archäologische Untersuchungen setzten Ende 2015 im westlichen Bereich des Marstallplatzes ein. Sie betrafen eine Fläche von 1700 m² in einem Bereich, in dem sich die Gebäude von Neuem Marstall und Reithaus befanden. Die etwa drei Monate anhaltenden Maßnahmen führt ein Grabungsunternehmen mit fachlicher Begleitung der städtischen Denkmalbehörde und des Niedersächsischen Landesamtes für Denkmalpflege durch. Mit den bis in 4,5 Meter Tiefe reichenden Ausgrabungen hofften die Archäologen nicht nur Erkenntnisse über die neuzeitlichen Marställe zu erlangen, sondern auch in Siedlungsschichten des frühen Hannovers aus dem 12. und 13. Jahrhundert vorzudringen. Der Ausgrabungsbereich gehört zum nordwestlichen Rand des mittelalterlichen Kerns von Hannover, wo eine Lehnshofsiedlung aus dem 10. bis 12. Jahrhundert vermutet wird. Bei den Grabungen wurden Reste der Stadtmauer auf 6 Meter Länge festgestellt.
Ebenso fanden sich mit dem inneren und äußeren Graben zwei Gräben der Stadtbefestigung, die später zugeschüttet oder verlandet waren. Der innere Graben etwa aus dem 14. bis 15. Jahrhundert hatte als Vorläufer eine Sohlgraben und war später zum Spitzgraben umgestaltet worden. Ein Bereich mit Steinpackungen wurde als früherer Mauerturm der Stadtmauer angesprochen. Weitere Feststellungen im Rahmen der Ausgrabung waren ein abgebrannter Holzkeller von 6 m Breite und unbekannter Länge sowie ein Holzkastenbrunnen, in dem sich Reste von Buntmetallverarbeitung fanden.
Auch im östlichen Bereich des Platzes an der Schmiedestraße, wo ein etwa 1.200 m² großes Grundstück bebaut wurde, gab es Anfang 2016 vor Baubeginn etwa drei Monate anhaltende archäologische Untersuchungen. Dort sahen die Archäologen anfangs eine geringe Wahrscheinlichkeit für aufschlussreiche Befunde, da sich in dem Bereich in den 1950er Jahren eine Tankstelle mit unterirdischen Tanks befand.  Nach kurzer Zeit stießen sie jedoch auf Baureste des 1643 vom hannoverschen Kaufmann Johann Duve erbauten Armen- und Waisenhauses an der Schmiedestraße. Das Bauwerk nutzte die Stadtmauer als Gebäudewand. Zudem entdeckten die Archäologen unter dem Armen- und Waisenhaus den um 1643 zugeschütteten Stadtgraben. 
Ähnliche Ausgrabungen infolge von Bauvorhaben gab es in unmittelbarer Nähe an der Leine im Jahr 2013 am Hohen Ufer und im Jahr 2014 auf der ehemaligen Leineinsel Klein Venedig. Gemeinsam mit den Untersuchungen am Marstall sind dies die ersten großflächigeren Ausgrabungen in der hannoverschen Altstadt seit den stadtarchäologischen Untersuchungen in den Jahren 1982 bis 1987 am Bohlendamm, der zwischen der Marktkirche und dem Leineschloss verläuft.

### Funde
Zu Beginn der Ausgrabungen wurden in den oberen Bodenschichten Fundamente sowie Keller von Wohnhäusern aus dem 18. und 19. Jahrhundert entdeckt, die mit Kriegsschutt aus dem Zweiten Weltkrieg verfüllt waren. Zu den ersten Fundstücken gehörten das Bajonett einer ab den 1870er Jahren hergestellten Mauser 71 und Alltagsgegenstände aus dem 20. Jahrhundert. Weitere Fundstücke war Keramik, wie Töpfe und Kannen, aus dem 13. sowie frühen 14. Jahrhundert und eine auf das 9. bis 11. Jahrhundert datierte Scherbe. Als bedeutendster Fund werden die Scherben eines Trinkbechers aus hochwertigem roten Glas gewertet. Laut den Untersuchungen wurde der Becher vermutlich im Rheinland hergestellt, wo man über entsprechende Fertigungstechnik verfügte.